# Indiai elefánt
Az indiai elefánt (Elephas maximus indicus) az ázsiai elefánt (Elephas maximus) négy ma is élő alfajának egyike, amely Ázsia szárazföldi területein őshonos.
1986 óta az ázsiai elefánt veszélyeztetett fajként szerepel a Természetvédelmi Világszövetség Vörös Listáján, mivel a vadon élő populáció legalább 50%-kal csökkent az 1930-as és 1940-es évek óta, azaz három elefántgeneráción keresztül. Az élőhelyek elvesztése, degradációja és feldarabolódása fenyegeti.

## Előfordulása
Az indiai elefánt neve ellenére nemcsak Indiában él. Egyéb előfordulási területei magukba foglalják Nepált, Bangladest, Thaiföldet, Vietnámot, Laoszt, Kambodzsát, Malajzia kontinentális részét, Mianmart és Dél-Kínát. Pakisztánból már kihalt. Füves területeken, száraz lombhullató, nedves lombhullató, örökzöld és félörökzöld erdőkben él. Manapság ez az egyetlen élő kontinentális ázsiai elefánt; a többiek kihaltak, és a többi élők különböző szigeteken találhatók meg.
Ennek az alfajnak is az élőhelyének elvesztése és feldarabolódása a legfőbb veszélyforrása; becslések szerint az 1930-1940-es évektől kezdve az állománya a felére csökkent.

## Megjelenése
Általánosságban elmondható, hogy az ázsiai elefánt kisebb, mint az afrikai elefánt és testének legmagasabb pontja a fején található. Az ormánya hegyén egy ujjszerű képződmény található. Háta domború vagy vízszintes. Az átlagos marmagassága 2-3 méter, testtömege 2-5 tonna. 19 bordapárja van. Ez az alfaj világosabb árnyalatú, mint a ceyloni elefánt (Elephas maximus maximus), viszont sötétebb, mint a szumátrai elefánt (Elephas maximus sumatranus). Bőrén rózsaszínes színfoltok lehetnek; amik pigmenthiányra utalnak. A tehén általában kisebbek, mint a bika, agyara rövid vagy egyáltalán nincs.
A legnagyobb ismert indiai elefánt 3,43 m-es marmagasságú volt. 1985-ben két nagy elefántbikát észleltek először a Bardia Nemzeti Parkban, Raja Gaj és Kanchha néven. Együtt barangoltak a park területén, és időnként meglátogatták a tehenek csordáit. Raja Gaj 3,43 m magas, és hatalmas testtömegű volt. Homloka és kupolája kiemelkedőbb volt, mint más ázsiai elefántbikák esetében. Magas, kétkupolás alakú fejének köszönhetően egyesek a mára már kihalt Stegodonhoz vagy mamuthoz hasonlították.
Füle kisebb, de viszonylag szélesebb a koponyája és nagyobb a törzse, mint az afrikai elefánté. A lábujjak nagyok és szélesek. Ellentétben afrikai rokonával, a hasa arányos a testsúlyával, de az afrikai elefántnak a koponyájához képest nagyobb a hasa.

## Életmódja
Naponta akár 150 kg-nyi növényi táplálékot is képes elfogyasztani. Legehet a földről és kutathat a fák és bokrok ágairól egyaránt. Dél-Indiában egy 1130 km2-es vizsgált területen az elefántok 112 különböző növénnyel táplálkoztak, leggyakrabban mályvafélékkel, valamint a hüvelyesek, pálmafélék, sásfélék és perjefélék családjába tartozó fajokkal. A magas fűvön legel, de az elfogyasztott adag évszakonként változhat. Amikor áprilisban megjelenik az új áradás, kiscsomókban eltávolítja a lágy részeket. Később, amikor a füvek 0,5 m-nél magasabbak, az egész csomókat gyökerestül kitépi, ügyesen leporolja és elfogyasztja a friss leveleket, viszont a gyökereket eldobja. Amikor a füvek ősszel érettek, megtisztítja és elfogyasztja a zamatos alaprészeket a gyökerekkel együtt, a rostos szálakat pedig eldobja. A bambuszból a palántákat, szárakat és oldalhajtásokat eszi meg. A januártól áprilisig tartó száraz évszakban elsősorban a friss lombozatot preferálva kutakodnak a leveleken, gallyakon, és nyilvánvaló kellemetlenség nélkül fogyasztja az akáciafajok tövistermő hajtásait. A Senegalia polyacantha és más virágos növények kérgével táplálkozik, valamint a Limonia, a tamarindusz, a Careya arborea és a datolyapálma termését is fogyaszthatja.
A nepáli Bardiya Nemzeti Parkban az elefántok nagy mennyiségben fogyasztanak el az ártéri füvet, különösen monszun időszakban. Többet kutakodnak a fászárú növények lobjai között a száraz évszakban, addig nedves évszakban a kéreg az étrendjük oroszlánrészét alkotja. Az indiai Asszám területén egy 160 km2-es trópusi, nedves, vegyes lombhullató erdős területen végzett vizsgálat során megfigyelték, hogy az elefántok körülbelül 20 fű-, növény- és fafajtával táplálkoznak. Többek között az olyan perjefélék, mint az Imperata cylindrica és a Leersia hexandra alkották az elefántok étrendjének legfőbb összetevőjét.

## A kultúrában
Az indiai elefánt az elterjedési területén élő népcsoportok kulturális szimbólumának számít. Thaiföld és Laosz nemzeti állata. Indiában habár a tigris a nemzeti állat, az indiai elefántot mégis a nemzeti örökség állatává nyilvánították. Dzshárkhand, Karnátaka, Kerala és Orisza államok szimbóluma.

## Fordítás
- Ez a szócikk részben vagy egészben  az   Indian elephant című angol Wikipédia-szócikk ezen változatának fordításán alapul.  Az eredeti cikk szerkesztőit annak laptörténete sorolja fel. Ez a jelzés csupán a megfogalmazás eredetét és a szerzői jogokat jelzi, nem szolgál a cikkben szereplő információk forrásmegjelöléseként.